# Aquamarine (filme)
Aquamarine é um filme de comédia de 2006 dirigido por Elizabeth Allen. É estrelado por Sara Paxton, Emma Roberts e JoJo. Foi baseado numa história do livro infantil homónimo da escritora Alice Hoffman

## Sinopse
Duas garotas de 13 anos, Claire Brown (Emma Roberts) e Hailey (Joanna "Jojo" Levesque), frequentam uma praia perto de suas casas, mas veem sua amizade ameaçada pelo fato de uma delas, Hailey, ter de se mudar com a mãe para a Austrália. Após uma grande tempestade, elas descobrem uma sereia na piscina do clube.

## Elenco
| Atores                 | Personagens   |
| ---------------------- | ------------- |
| Sara Paxton            | Aquamarine    |
| Emma Roberts           | Claire Brown  |
| Joanna "Jojo" Levesque | Hailey Rogers |
| Jake McDorman          | Raymond       |
| Arielle Kebbel         | Cecilia Banks |
| Claudia Karvan         | Ginny         |
| Bruce Spence           | Leonard       |
| Tammin Sursok          | Marjorie      |
| Roy Billing            | Vovô Bob      |
| Julia Blake            | Vovó Maggie   |
| Shaun Micallef         | Storm Banks   |
| Lulu McClatchy         | Bonnie        |
| Natasha Cunningham     | Patty         |
| Dichen Lachman         | Beth - Ann    |
| Lincoln Lewis          | Theo          |

## Trilha sonora
- “One Original Thing” (Cheyenne Kimball)
- “Strike” (Nikki Flores)
- “Connected”(Sara Paxton)
- “Gentleman” (Teddy Geiger)
- “One And Only” (Teitur)
- “Island In The Sun” (Weezer)
- “Time For Me To Fly” (Jonas Brothers)
- “Can't Behave” (Courtney Jaye)
- “Summertime Guys” (Nikki Cleary)
- “One Way or Another” (Mandy Moore)
- “Sweet Troubled Soul” (stellastarr*)
- “I Like the Way” (Bodyrockers)[6]

## Recepção
O público pesquisado pelo CinemaScore deu ao filme uma nota "A−" na escala de A a F. 
No consenso do agregador de críticas Rotten Tomatoes diz que é "um filme alegre, chiclete e louco por garotos com uma mensagem esperançosa para as meninas." Na pontuação onde a equipe do site categoriza as opiniões da grande mídia e da mídia independente apenas como positivas ou negativas, o filme tem um índice de aprovação de 51% calculado com base em 88 comentários dos críticos. Por comparação, com as mesmas opiniões sendo calculadas usando uma média aritmética ponderada, a nota alcançada é 5,4/10.
Em outro agregador, o Metacritic, que calcula as notas das opiniões usando somente uma média aritmética ponderada de determinados veículos de comunicação em maior parte da grande mídia, tem uma pontuação de 51/100, alcançada com base em 27 avaliações da imprensa anexadas no site, com a indicação de "revisões mistas ou neutras".